# Francesco Cocco-Ortu
Francesco Cocco-Ortu (Cagliari, 19 ottobre 1842 – Roma, 4 marzo 1929) è stato un politico italiano, deputato del Regno.

## Biografia
Fu Ministro dell'Agricoltura, Industria e Commercio del Regno d'Italia nei Governi Di Rudinì IV e Giolitti III e Ministro di Grazia e Giustizia e Culti nel Governo Zanardelli. Fu anche Sindaco di Cagliari nel 1883. Nel 1902 in qualità di Ministro della Giustizia aveva firmato, insieme al presidente del consiglio Zanardelli la legge sul divorzio che venne poi bocciata in aula. Nel 1906 in qualità di Ministro dell'Agricoltura, Industria e Commercio istituti il Corpo degli Ispettori del Lavoro, per contrastare i fenomeni di sfruttamento diffusi nella prima industrializzazione del periodo giolittiano.
Presidente del gruppo liberale alla Camera dei deputati, durante il voto di fiducia al governo Mussolini, fu uno dei pochi liberali che votò no, e successivamente si dimise dall'incarico. Questo fatto viene citato da Emilio Lussu nel suo libro Marcia su Roma e dintorni. Nel novembre del 1924 aderì all'Unione Nazionale di Giovanni Amendola.
L'appartenenza alla Massoneria, sostenuta da Luca Irwin Fragale è da considerarsi non veritiera e con ogni probabilità frutto di una errata lettura di un testo di Gianfranco Murtas, La squadra e il compasso, che fa semplicemente riferimento ai molti massoni che militavano tra i sostenitori  di Cocco Ortu.